# Alexia Nascimento
Aléxia Vitória Vilhalba Souza Nascimento (ur. 2 września 2002) – brazylijska judoczka.
Startowała w Pucharze Świata w 2023. Triumfatorka igrzysk panamerykańskich w 2023. Pierwsza w drużynie na igrzyskach Ameryki Południowej w 2022 roku.